# École supérieure d'ingénieurs en informatique et génie des télécommunications
L'École supérieure d'ingénieurs en informatique et génie des télécommunications (Esigetel) était l'une des 205 écoles d'ingénieurs françaises accréditées au 1er septembre 2018 à délivrer un diplôme d'ingénieur. Elle a fusionné fin 2017 avec Efrei pour devenir Efrei Paris.
Membre de l'association Conférence des grandes écoles, elle formait des ingénieurs généralistes en systèmes numériques et objets communicants qui font carrière dans toutes les composantes des secteurs de l'informatique, de l'électronique, des télécommunications et des systèmes embarqués. Les principaux domaines : télécommunications, systèmes embarqués, e-santé, Web Intelligence, réseaux et sécurité, Cloud Computing.
Le salaire moyen des ingénieurs débutants était de 35 150 € en 2014.

## Historique
L'« École supérieure d’ingéniorat en génie électrique et télématique » est créée le 1er septembre 1986, à Fontainebleau (Seine-et-Marne) par la chambre de commerce et d'industrie de Melun. L'enseignement dispensé visait alors à répondre aux besoins croissants des entreprises en ingénieurs spécialisés dans les réseaux informatiques : réseaux d'entreprise classique (Ethernet, FDDI…), réseaux sans fils (GSM…) et réseaux longues distances (RTC, Sonet…),.
En 1988, l'école change de nom et devient l'« École supérieure d’ingénieurs en informatique et génie des télécommunications ».
La Commission des titres d'ingénieurs donne son habilitation en 1991 à l'école pour délivrer le titre d'« Ingénieur de l'École supérieure d’ingénieurs en informatique et génie des télécommunications ».
Depuis le 17 juin 2006, l'école n'est plus liée à la chambre de commerce et d'industrie de Melun, et évolue vers un statut associatif loi de 1901.
En 2011, l'école se rapproche de l'EFREI (ex : École française d'électronique et d'informatique).
Depuis la rentrée 2012, ses locaux sont situés sur le campus de l'Efrei, à Villejuif (Val-de-Marne).
Début 2014, l'école fait partie du « Groupe Efrei ».
Fin 2017, l'école fusionne avec l'EFREI pour devenir Efrei Paris.

## Formations
À l'issue d'une formation de cinq années, post-bac, l'école est accréditée à délivrer le diplôme d'« ingénieur diplômé de l’École supérieure d'ingénieurs en informatique et génie des télécommunications » par la Commission des titres d'ingénieur qui a renouvelé cette accréditation en 2013 jusque 2018-2019
Le cycle préparatoire intégré de deux ans est mutualisé avec l'EFREI et un cycle ingénieur de trois ans. En cycle ingénieur, les étudiants ont la possibilité de choisir parmi l'une des quatre majeures (définition de mai 2015) : 
- avionique et espace ;
- droïdes et drones ;
- réseaux et virtualisation ;
- énergies nouvelles et réseaux intelligents.

L'école propose également :
- une formation ingénieur en apprentissage, nommée « Architectures, sécurité et technologies des réseaux par alternance » (ASTRA)[9] ;
- des doubles-diplômes avec les mastères spécialisés des deux écoles CentraleSupélec, Grenoble École de management et avec douze universités à l'international.

## Financement des études
Le coût des études était en 2014 de 7 980 € par année mais les étudiants peuvent bénéficier de bourses de l'État comme la bourse d'enseignement supérieur et la bourse sur la taxe d'apprentissage pour financer en partie leurs études : c'était le cas de 20 des 64 étudiants recrutés en 2014.